# Beton architektoniczny

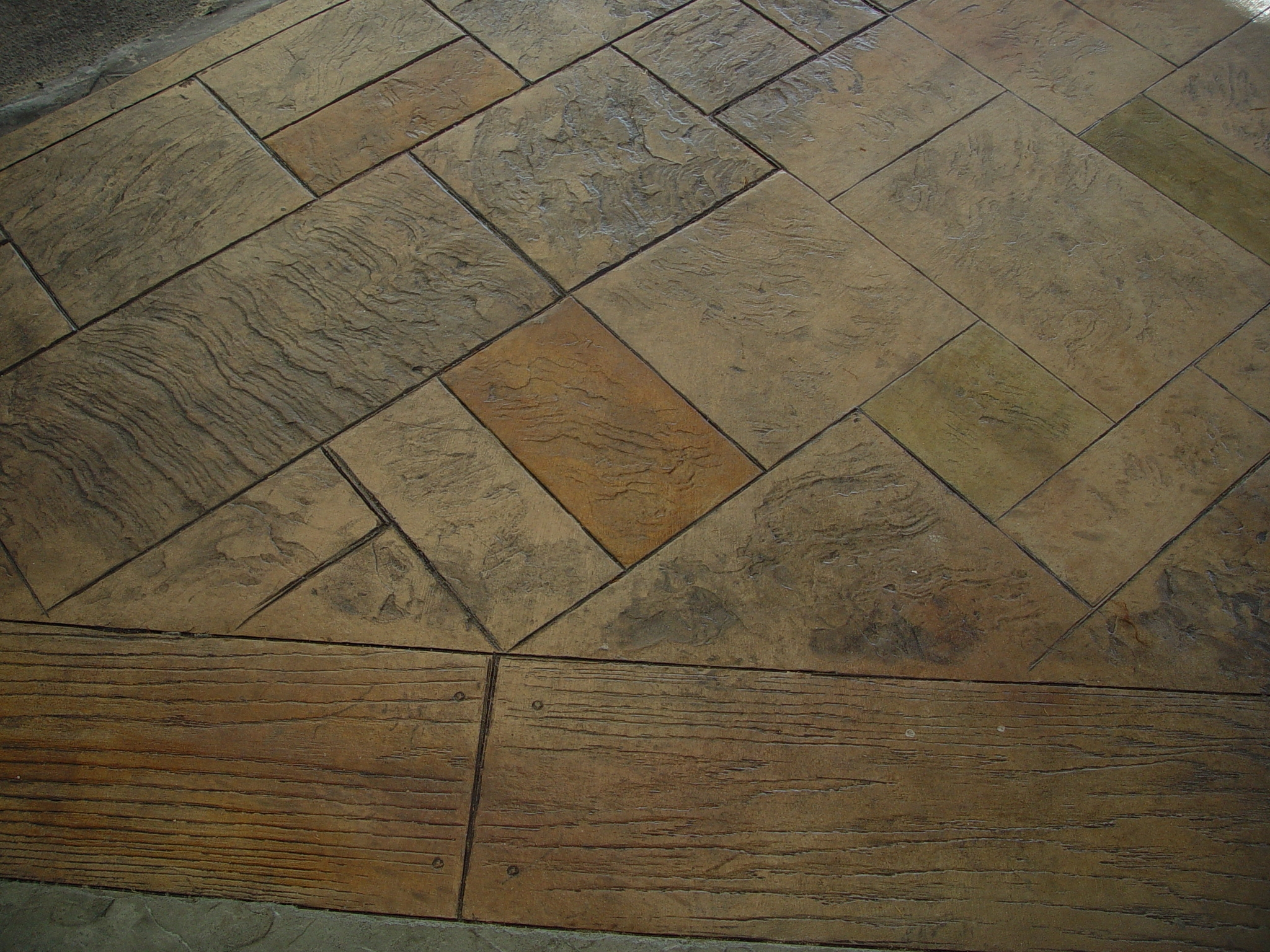
Beton stemplowany w różnych wzorach

Beton architektoniczny – odmiana betonu, pod którą rozumie się powierzchnie betonowe o zdefiniowanych wymaganiach pod względem wyglądu. „Beton architektoniczny – wytyczne techniczne” autorstwa Krzysztofa Kuniczuka stanowi pierwszą w Polsce publikację na temat betonu architektonicznego. Beton architektoniczny gwarantuje osiągnięcie takich samych parametrów pod względem wytrzymałości i trwałości, jednak jego wygląd jest bardzo estetyczny i nie ma konieczności przykrywania go warstwą tynku lub inną powłoką wykończeniową.
Struktura betonu architektonicznego charakteryzuje się gładką powierzchnią oraz widoczną warstwą strukturalną. Ilość wżerów widocznych w materiale zależna jest od zastosowanego formowania lub zabiegów technologicznych. W jego strukturze można zauważyć przebarwienia i smugi, podkreślające organiczne pochodzenie oraz szlachetną formę. Odpowiednio wykonane płyty z betonu architektonicznego powstają w wyniku manualnej obróbki materiału – bez zastosowań mechanicznych, które mogą mieć wpływ na odmienność kolorystyczną oraz wymiarową.
Beton architektoniczny znajduje zastosowanie w kształtowaniu estetyki i wykończenia. Z uwagi na to, że elementom wykonanym z betonu architektonicznego można nadać dowolny kształt, fakturę bądź też kolor, jest to materiał używany zarówno w aranżacji mieszkań prywatnych, jak i miejsc użyteczności publicznej. Z uwagi na zastosowanie naturalnych składników może ulegać przebarwieniom w obliczu kontaktu z wodą, bądź innego rodzaju substancjami. Specjalne impregnaty stosowanie są w celu uniknięcia trwałych zmian kolorystycznych, preparaty te chronią także przed powstawaniem na powierzchni płyt, mebli i schodów nacieków, grzybów oraz pleśni.

## Przykładowe parametry betonu architektonicznego
Źródło.
| Parametr                   | Jednostka | Właściwości produktów | Uwagi                                                                             |
| -------------------------- | --------- | --------------------- | --------------------------------------------------------------------------------- |
| Klasa wytrzymałościowa     |           | >C30/37               |                                                                                   |
| Wytrzymałość na zgniatanie | MPa       | >4                    |                                                                                   |
| Wytrzymałość na zginanie   | MPa       | >5                    |                                                                                   |
| Klasa ścieralności         |           | Klasa 4               | Dla miejsc użyteczności publicznej produkowany jest beton o klasie ścieralności 5 |
| Odporność na zamrażanie    |           | Klasa 3               | Nie dotyczy produktów stosowanych wewnątrz                                        |
| Odporność na poślizg       |           | zadowalająca          |                                                                                   |
| Reakcja na ogień           |           | A1                    |                                                                                   |